# 21607 Robel
21607 Robel è un asteroide della fascia principale. Scoperto nel 1999, presenta un'orbita caratterizzata da un semiasse maggiore pari a 2,6806083 UA e da un'eccentricità di 0,1023993, inclinata di 9,05937° rispetto all'eclittica.